# 광대역

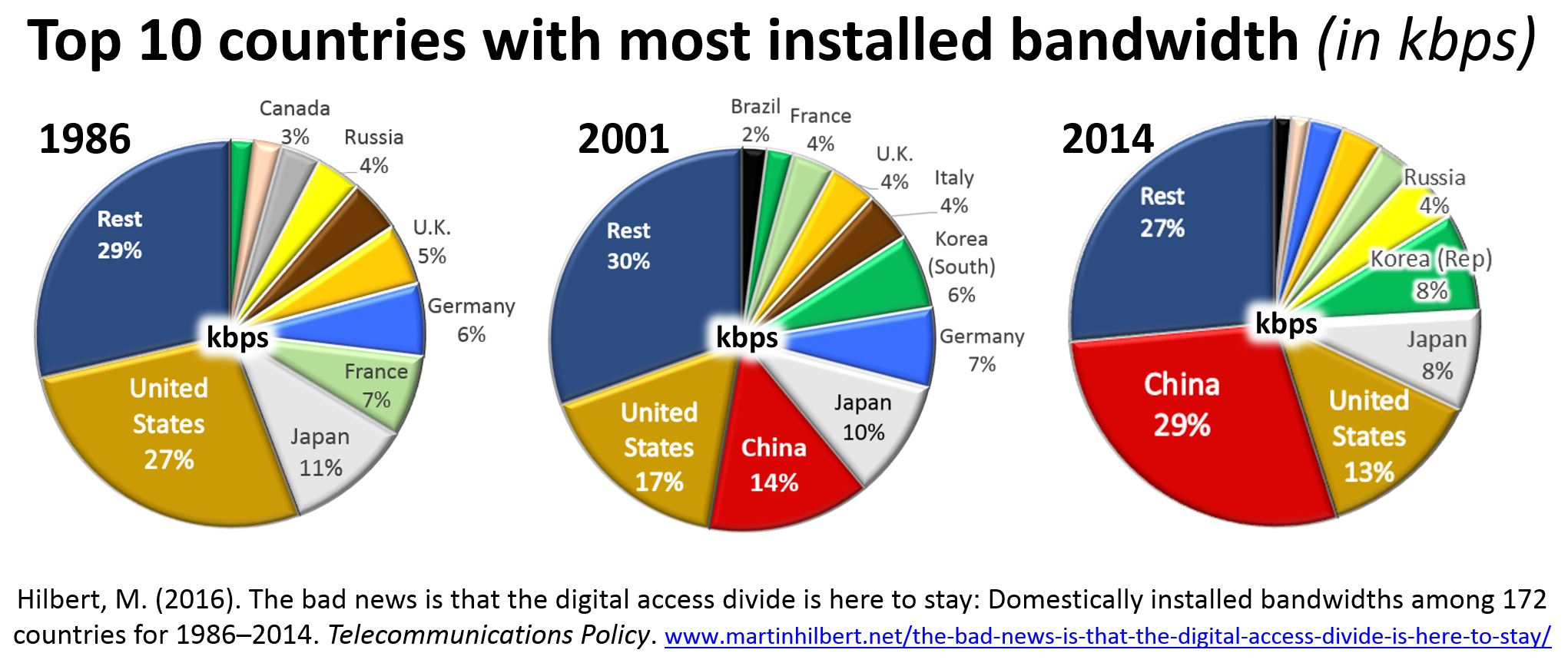
나라별 현황.

광대역(廣帶域, broadband 브로드밴드[*])란 하나의 전송매체에 여러 개의 데이터 채널을 제공하는 정보통신 관련 용어이다. 인터넷 접속 뿐만 아니라 음성과 데이터 통신 역시 점차 이동전화, 휴대형 디지털 장치, 무선네트워크상의 컴퓨터 같은 광대역 무선 플랫폼을 이용하고 있다. 무선 광대역 접속은 인터넷 접속서비스 중 가장 빨리 성장한 유형으로 연간 28%의 성장률을 기록하고 있다.

## 같이 보기
- 초고속 인터넷